# Werner von Ellerbach
Werner von Ellerbach (auch Werner von Wiblingen genannt, latinisiert Wernerus de Sancto Blasio; * zwischen 1050 und 1100; † 1126 in Wiblingen) war Benediktiner im Kloster St. Blasien im Schwarzwald und erster Abt im Kloster Wiblingen bei Ulm.

## Leben
Im Jahr 1093 wurde Werner von Abt Uto von Kyburg von St. Blasien als Vorsteher einer Gruppe von Mönchen nach Wiblingen entsandt, um die Gründung einer Filiation vorzunehmen. Dieser Gründung war das Ersuchen der beiden Grafen Hartmann und Otto von Kirchberg vorausgegangen, auf ihrem Grund ein Kloster zu stiften. Als erster Abt des neuen Klosters wurde Werner berufen. Über sein Leben ist nur wenig bekannt. Er starb vermutlich am 4. Juni 1126 und wurde in der ersten Abteikirche von Wiblingen vor dem Kreuzaltar beigesetzt. Im Jahre 1782 wurden seine Gebeine erhoben und in einem Vierungspfeiler der jetzigen barocken Abteikirche eingemauert und eine Tafel angebracht.
Werner von Ellerbach wurde seliggesprochen und ist Patron der Kranken. Sein Gedenktag ist der 4. Juni. Bis in das Jahr 1629, das in die Zeit des Dreißigjährigen Krieges fällt, wurden jährlich an diesem Tag gesegnete Brote, die sogenannten Wernerbrote, verteilt.